# Astragalus devesae
Astragalus devesae — вид квіткових рослин з родини бобових (Fabaceae). Ареал охоплює такі країни: Іспанія (провінція Авіла).

## Середовище
Вид росте на вирубках серед чагарників дубових гаїв, а також на більш деградованих стадіях дубових гаїв, таких як луки. Вид зустрічається на піщаних кислих ґрунтах, а в районі Падьєрнос також у вапнякових відслоненнях. Цей вид росте поблизу міських районів, тому діяльність людини є основною загрозою для Astragalus devesae.